# Népalais non résident
Népalais non résident (en népalais : गैर आवासीय नेपाली, Gair aawasiya nepālī) peut signifier les choses suivantes :
1. Une personne qui détient actuellement la citoyenneté du Népal, qui peut ou non avoir acquis la citoyenneté d'un autre pays, qui actuellement ne réside pas au Népal pour diverses raisons.
2. Un ancien citoyen népalais (भुतपुर्ब नेपाली नागरिक, Bhutpurba nepālī naagarik, désigne une personne qui détenait autrefois une citoyenneté népalaise (par naissance, droit d'ascendance ou par d'autres moyens) et a dénoncé (légalement) sa citoyenneté népalaise.
3. Ressortissant étranger d'origine népalaise (नेपालि मुलको बिदेशी नागरिक, Nepālī mulko bideshi naagarik, signifie une personne qui, lui-même, ou le père, la mère, le grand-père ou la grand-mère était un citoyen du Népal à un moment et a ensuite acquis le la citoyenneté de tout autre pays étranger autre qu'un pays membre de l'Association sud-asiatique pour la coopération régionale (SAARC).
4. Citoyen népalais résidant à l'étranger (आप्रबासी नेपाली, aaprabashi nepālī) s'entend d'un citoyen népalais qui réside dans un pays étranger pendant au moins deux ans en exerçant une profession, une occupation, une entreprise et un emploi, à l'exception d'un citoyen népalais résidant dans un pays membre de la SAARC ou qui dessert une mission diplomatique ou un consulat situé dans un pays étrange.
5. Une personne d'origine népalaise est une personne d'origine ou d'ascendance népalaise qui était ou dont les ancêtres sont nés au Népal ou des pays d'ascendance népalaise mais qui n'est pas citoyen du Népal et est citoyen d'un autre pays. Une personne d'origine népalaise aurait pu être citoyenne du Népal et a ensuite pris la citoyenneté d'un autre pays.

D'autres termes avec un sens vaguement identique sont les « népalais d'outre-mer », « d'origine népalaise » et « népalais expatrié ». Dans l'usage courant, cela inclut souvent les personnes nées au Népal (et aussi les personnes d'autres pays avec ascendance népalaise) qui ont pris la citoyenneté d'autres pays. La majorité des non-résident népalais résident en Inde.
Selon le loi sur les Népalais non résidents, 2007 article II, l'expression « Népalais non résident » n'inclut pas le citoyen népalais ou le citoyen des pays de la SAARC d'origine népalaise vivant dans les pays de la SAARC. Il exclut en outre les étudiants et les membres et le personnel des missions diplomatiques népalaise restant dans un pays étranger.
L’Association des Népalais non résidents a été établie par la conférence tenue du 11 au 14 octobre 2003 à Katmandou, au Népal. La quatrième conférence mondiale NRN a eu lieu du 13 au 15 octobre 2009 à Katmandou.
Les langues maternelles des non-résidents népalais sont le thet nepali, newari ou le népal bhasa, Kirat et Limbuwan bhasa, Tamuwan (Gurung) et Magrati bhasa, Maitheli et Tharu Bhasha, Sudurpasimeli Khas bhasha. Un citoyen étranger d'origine népalaise peut choisir de parler dans une autre langue que le népalais[Quoi ?].
Activités
NRN crée des opportunités d'affaires au Népal en investissant dans divers secteurs tels que le secteur bancaire, le tourisme, l'hôtellerie, l'hydroélectricité et bien d'autres encore.

## Personnes notables
- Aditya Jai, homme d'affaires et philanthrope
- Anish Giri, prodige aux échecs
- Dichen Lachman, actrice australienne
- Kiran Chetry, ancien journaliste de CNN
- Narayan Ghimire, scientifique canadienne de l'alimentation et aromatiste
- Payal Shakya, Miss Népal
- Prabal Gurung, styliste
- Samrat Upadhyay, auteur
- Shesh Ghale, homme d'affaires
- Upendra Mahato, homme d'affaires